# Херта Ајртон
Фиби Сара Херта Ајртон (28. април 1854 – 23. август 1923) била је британски инжењер, математичар, физичар и проналазач. Познатија касније као Херта Ајртон, добила је Хјузову медаљу од стране Краљевског друштва за свој рад на електричном луку.

## Младост и образовање
Херта Ајртон је рођена као Фиби Сара Маркс на острву Портси, које се налази у грофовији Хемпшир у Енглеској, 28. априла 1854. године. Била је треће дете пољско-јеврејског сајџије по имену Леви Маркс, и Елис Тересе Мос, кројачице, ћерке Џозефа Моса, трговца стаклом из Портсија. Њен отац је умро 1861. године, остављајући њену мајку са осморо деце. Сара је преузела део бриге о млађој браћи и сестрама.
Са девет година је позвана од стране њених тетака, које су водиле школу у северозападном Лондону, да живи са својим рођацима како би се заједно образовали. Њени вршњаци и наставници су је знали као ватрену, повремено сурову личност. Њени рођаци су је упознали са науком и математиком. Већ са својих 16 година је радила као гувернанта, јер је њена породица била сиромашна. Била је толико енергетична да су јој пријатељи наденули надимак Херта, по немачкој богињи земље, име које је толико заволела да га је задржала.
Ајртон је похађала Гиртон колеџ, Кембриџ, где је студирала математику и где ју је подучавао физичар Ричард Глејзбрук. Џорџ Елиот је подржао Ајртонову пријаву на Гиртон колеџ. Док је била на Кембриџу, Ајртон је конструисала сфигмоманометар (апарат за мерење крвног притиска), предводила је хорско друштво, основала је Гиртоново ватрогасно друштво, и заједно са Шарлот Скот је оформила је математички клуб. 1880. године је положила Математички Трипос, али јој Кембриџ није одобрио факултетску диплому јер је у то време женама додељивао само сертификате, а не потпуне дипломе. Ајртон је положила испите на Универзитету у Лондону, где је дипломирала 1881. године.

## Математички и електрично-инжењерски рад
Након свог повратка у Лондон, Ајртон је зарађивала новац као наставник, водила је клуб за запослене жене и старала се о њеној непокретној сестри. Такође је своје математичке вештине употребила практично - предавала је у средњој школи Нотинг Хил енд Илинг и била је активна у осмишљавању и решавању математичких проблема, од којих су многи били издати у "Математичким питањима и њиховим решењима" из Educational Times. 1884. године, Ајртон је патентирала шублер, инжењерско-цртачки инструмент за дељење линије на било који број једнаких делова и за увећавање и смањивање бројева. Шублер је био њен први изум и иако је његова првобитна употреба била са уметнике и за увећавање и смањивање, такође је био користан архитектама и инжењерима. Њена пријава за патент је финансијски подржана од стране Луизе Голдсмид и феминисткиње Барбаре Бодичон, које су јој заједно помогле. Њен изум је приказан на Изложби женских индустрија и придобио је много медијске пажње. То је био први од њених многих патената - од 1884. године све до њене смрти, Херта је регистровала 26 патената: 5 за математичке шублере, 13 за лучне лампе и електроде, и остатак за погон ваздуха.
Године 1884. Ајртон је похађала вечерње часове на Финсбури техничком колеџу, где јој је предмет о електрицитету предавао професор Вилијам Едвард Ајртон, пионир електро-инжењеринга и физике, и члан Краљевског друштва. 6. маја 1885. године удала се за свог бившег професора и затим му је асистирала са експериментима на пољу физике и електрицитета. Такође је и сама започела своје истраживање особина електричног лука.
Године 1895. је објавила неколико чланака за часопис the Electrician, где је објаснила зашто електролучно осветљење трепери и шушти - разлог је кисеоник који долази у контакт са шипкама од угљеника које се користе за стварање лука.
Године 1899., Ајртон је била прва жена икада да чита свој рад пред Институтом за електро-инжењере.
Била је прва жена чланица Института за електро-инжењере.
Желела је да представи свој рад пред Краљевским друштвом, али је одбијена због њеног пола, те је њен рад "Механизам електричног лука" уместо ње читао Џон Пери, 1901. године.
Ајртон је такође прва жена која је добила признање Краљевског друштва, Хјузову медаљу, 1906. године, за њен рад и истраживање.
До краја деветнаестог века, њен рад на пољу електро-инжењерства је постао познатији широј публици. На Међународном конгресу жена одржаном у Лондону 1899. године, председавала је групом за физику. 1900. године је на истом догађају одржала и говор. Њен успех навео је Британско удружење за унапређење науке да дозволи женама да делају у општим и секционим одборима.
Године 1902. је објавила рад The Electric Arc, резиме њених истраживања и радова на електричном луку.
Године 1904. је први пут читала свој рад пред Краљевским друштвом.

## Лични живот
Херта Ајртон је била агностик. 1885. године удала се за удовца Вилијама Едварда Ајртона, физичара и електро-инжењера који ју је подржавао у њеним научним подухватима. По Барбари Бодичон је своју ћерку назвала Барби, чији је син уметник Мајкл Ајртон.